# アッバス・エル＝ファッシ
アッバス・エル＝ファッシ（アラビア語: عباس الفاسي、英: Abbas El Fassi、1940年9月18日 - ）は、モロッコの政治家。同国首相などを歴任した。イスティクラル党所属。
アルジェリアとの国境付近にある街、ベルカンで生まれた。1977年から1981年にかけて住宅大臣を、1981年から1985年にかけて工芸・社会大臣を、1985年から1990年にかけてチュニジア大使を、1990年から1994年にかけてフランス大使を、2000年から2002年にかけて雇用・職業訓練・社会開発・連帯大臣をそれぞれ務めた。ジェトゥー政権下では2002年から2007年にかけて国務大臣を務めた。イスティクラル党党首として臨んだ2007年9月7日の議会選挙で勝利したため、9月19日に国王ムハンマド6世から首相に任命された。
エル＝ファッシ内閣はイスティクラル党、人民勢力社会主義同盟（USFP）、独立国民連合（RNI）、進歩社会主義党（PPS）の4党から成る連立内閣として10月15日のムハンマド6世による認証式で発足した。全閣僚33名のうち7名が女性である。
2011年に勃発したアラブの春においてモロッコもその対象となり、7月に改憲、11月に総選挙が実施され、それに伴いエル＝ファッシ内閣は総辞職した。